# Timothy Peake
Timothy Nigel Peake (Chichester, West Sussex, 7 de abril de 1972) es un antiguo oficial miembro del Cuerpo Aéreo del Ejército y un actual astronauta de la Agencia Espacial Europea.  Él es el primer ciudadano británico en ser seleccionado como astronauta de la ESA. Peake comenzó el curso de formación básica intensiva de astronauta de la ESA en septiembre de 2009 y se graduó el 22 de noviembre de 2010.

## Educación Temprana
Peake estudió en la Chichester High School For Boys por Michael Gouldstone, dejándola en 1990 para asistir a la Real Academia de Sandhurst.

## Carrera

### Militar y Aeronáutica
Al graduarse de Sandhurst en 1992, Peake sirvió como comandante del pelotón con el regimiento de infantería ligera ya desaparecido, el Royal Green Jackets. Peake se convirtió en un calificado piloto de helicóptero en 1994 y un instructor de vuelo calificado en 1998. En 2005, se graduó en el Empire Test Pilots School y fue galardonado con el Trofeo del Westland al mejor estudiante de ala rotatoria. Peake completó una Licenciatura (con honores) en la evaluación de dinámica de vuelo de la Universidad de Portsmouth al año siguiente. Peake dejó el ejército en 2009 después de 17 años de servicio y más de 3.000 horas de vuelo en su carrera, convirtiéndose en un piloto de pruebas con el AgustaWestland.

### Astronáutica
Peake venció a más de 8.000 solicitantes de uno de los seis lugares en el nuevo programa de entrenamiento de astronautas de la ESA. El proceso de selección incluye la participación en pruebas académicas, evaluaciones de aptitud y varias entrevistas. Para su entrenamiento en la ESA, Peake tuvo que mudarse con su familia a Cologne. 
Peake se convirtió en el primer británico en volar al espacio sin un contrato privado (Helen Sharman, Sarah Brightman) o los ciudadanos estadounidense (Michael Foale, Piers Sellers y Nicholas Patrick).
El 16 de abril de 2012, la NASA anunció que Peake serviría como un acuanauta a bordo del laboratorio submarino Aquarius en la misión de exploración submarina NEEMO 16, programada para comenzar el 11 de junio de 2012. Los tripulantes del NEEMO 16 " salpicaron " con éxito a las 11:05 a. m. el 11 de junio. En la mañana del 12 de junio Peake y sus compañeros de tripulación se convirtieron oficialmente en acuanautas, después de haber pasado más de 24 horas bajo el agua. La tripulación regresó a salvo a la superficie el 22 de junio.
Peake se formó parte de la tripulación de la Expedición 46 Estación Espacial Internacional (ISS), pero no antes de 2015, para las Expediciones 46 y 47.  Se lanzará a bordo de la Soyuz TMA-19M.

## Vida personal
Peake está casado y tiene dos hijos.